# Ісак Гін
Ісак Гін (швед. Isak Hien, нар. 13 січня 1999, Стокгольм, Швеція) — шведський футболіст ганського походження, центральний захисник італійського клубу «Верона» та національної збірної Швеції.

## Ігрова кар'єра

### Клубна
Ісак Гін почав займатися футболом у сточних клубах АІК та «Васалундс». Саме у складі останнього він зіграв свій перший матч на професійному рівні. За три сезони в команді захисник провів майже сто матчів. На початку 2021 року Гін як вільний агент приєднався до клубу Аллсвенскан «Юргорден». Але увесь 2021 рік футболіст провів у рідному клубі «Васалундс» на правах оренди.
Влітку 2022 року Гін  за 3,5 млн євро перейшов до складу італійської «Верони».

### Збірна
У вересні 2022 року Ісак Гін отримав виклик до лав національної збірної Швеції на матчі Ліги націй УЄФА. І 24 вересня у матчі проти команди Сербії Гін дебютував у національній команді.

## Досягнення
- Переможець Ліги Європи УЄФА (1):

«Аталанта»: 2023–24